# Xian de Fengxiang
Le xian de Fengxiang (凤翔县 ; pinyin : Fèngxiáng Xiàn) est un district administratif de la province du Shaanxi en Chine. Il est placé sous la juridiction de la ville-préfecture de Baoji.

## Démographie
La population du district était de 496 391 habitants en 1999.